# Hélène Lapiower
Hélène Lapiower, née le 11 septembre 1957 et morte le 12 septembre 2002 à Bruxelles, est une actrice belge.

## Biographie
Les parents d'Hélène Lapiower, prolétaires juifs polonais, ont émigré en Belgique avant la Seconde Guerre mondiale. Après avoir étudié à l'école du Théâtre national de Strasbourg de 1977 à 1980, elle joue pour le cinéma et le théâtre et s'installe à Paris.
En 1999, elle a réalisé un documentaire sur sa famille, la difficulté d'assumer l'héritage culturel juif avec la Shoah en toile de fond, intitulé Petite conversation familiale,. Cette expérience positive lui avait donné l'envie de réaliser d'autres films.
Hélène Lapiower a également eu une fille avec le directeur de production Pierre-Alain Schatzmann en 1993. Elle meurt en 2002 d'un cancer.

## Filmographie
- 1980 : Bruxelles-transit de Samy Szlingerbaum
- 1983 : Souvenir de Juan-Les-Pins de Pascale Ferran
- 1984 : Le Tartuffe de Gérard Depardieu
- 1985 : Vertiges de Christine Laurent
- 1986 : Faire la fête d'Anne-Marie Miéville
- 1987 : Elle et lui de François Margolin
- 1990 : A la recherche du lieu de ma naissance de Boris Lehman
- 1991 : Perfect Life de Véronique Goël
- 1991 : Toubab Bi de Moussa Touré
- 1992 : Mensonge de François Margolin
- 1993 : Moi Ivan, toi Abraham de Yolande Zauberman
- 1994 : Le Mur aux fées (moyen métrage inédit) de Michel Léviant
- 1996 : Le Fantôme de Longstaff de Luc Moullet
- 1996 : Comment je me suis disputé... (ma vie sexuelle) d'Arnaud Desplechin
- 1997 : Cinématon #1869 de Gérard Courant
- 1997 : Le Jury du 11e Festival du cinéma indépendant de Châteauroux, Portrait de groupe #212 de Gérard Courant
- 1999 : Petite Conversation familiale (documentaire, 71 min) d'Hélène Lapiower
- 2000 : Ça ira mieux demain de Jeanne Labrune
- 2001 : Trouble Every Day de Claire Denis
- 2002 : C'est le bouquet ! de Jeanne Labrune
- 2002 : La Guerre à Paris de Yolande Zauberman
- 2006 : En souvenir de nous de Michel Léviant

## Théâtre
- 1983 : La Débutante d'après Mademoiselle Else d'Arthur Schnitzler, mise en scène Didier Bezace, Théâtre de l'Aquarium
- 1984 : Tartuffe de Molière, mise en scène Jacques Lassalle, Théâtre national de Strasbourg
- 1985 : Les Serments indiscrets de Marivaux, mise en scène Alain Ollivier, Théâtre de l'Athénée-Louis-Jouvet
- 1986 : L'Homme gris de Marie Laberge, mise en scène Gabriel Garran, MC93 Bobigny, Petit Marigny
- 1987 : Baal de Bertolt Brecht, mise en scène Georges Lavaudant, Théâtre de la Ville, TNP
- 1987 : Dans la jungle des villes de Bertolt Brecht, mise en scène Georges Lavaudant, Théâtre de la Ville, TNP
- 1990 : Conversations d'idiots de Dominique Ducos, mise en scène Walter Le Moli, Festival d'Avignon
- 1991 : L'Annonce faite à Marie, mise en scène Philippe Adrien, Théâtre de la Tempête
- 1992 : Dîner de textes, mise en scène Jacques Bonnaffé, Opéra Bastille